# Железнодорожный транспорт в Европе
Железнодорожный транспорт в Европе отличается своим разнообразием, как техническими, так и инфраструктурным.
Железнодорожные сети в Западной и Центральной Европе находятся в хорошем состоянии и достаточно развиты, в то время как Восточная и Южная Европа нередко имеют меньший охват и некоторые инфраструктурные проблемы. Электрифицированные железнодорожные сети работают на множестве разных напряжений постоянного и переменного тока, от 750 до 25000 вольт, а также сигнализация варьируется от страны к стране, мешая трансграничным перевозкам.
Европейский союз стремится сделать трансграничные перевозки проще, а также ввести конкуренцию на национальных железнодорожных сетях. Государства-члены ЕС смогли разделить предоставление транспортных услуг и управление инфраструктурой по директиве CEE 91/440. Как правило, национальные железнодорожные компании были разделены на отдельные подразделения или независимые компании для развития инфраструктуры, пассажирских и грузовых операций. Пассажирские операции могут быть разделены по дальности перевозок — на большие расстояния и региональные услуги, поскольку региональные службы часто действуют по обязательствам по обслуживанию населения, а услуги междугородных перевозок обычно работают без дотаций.

## Различия между странами

Перечень систем электрификации:
750 V DC
1.5 kV DC
3 kV DC
15 kV AC
25 kV AC
не электрифицировано

## Международные перевозки
Основные международные перевозчики в Европе:
- Федеральная пассажирская компания (СНГ, Германия, Франция, Литва, Латвия, Эстония)
- Intercity-Express (Германия, Нидерланды, Бельгия, Франция, Швейцария и Австрия)
- Thalys (Франция, Германия, Бельгия, Нидерланды)
- Enterprise (Ирландия и Великобритания)
- Eurostar (Великобритания, Франция, Бельгия)
- EuroCity (вся Западная и Центральная Европа, за исключением Ирландии и Великобритании)
- TGV (Франция, Бельгия, Италия, Швейцария, Германия)
- Oresundtrain (Дания, Швеция)
- Latvijas dzelzceļš (Россия, Латвия, Белоруссия)
- Укрзалізниця (Украина, Молдавия)